# Xilai (köpinghuvudort i Kina, Jiangsu Sheng, lat 32,12, long 120,43)
Xilai är en köpinghuvudort i Kina. Den ligger i provinsen Jiangsu, i den östra delen av landet, omkring 150 kilometer öster om provinshuvudstaden Nanjing. Antalet invånare är 43 266. Befolkningen består av 21 867 kvinnor och 21 399 män. Barn under 15 år utgör 10,0 %, vuxna 15-64 år 73 %, och äldre över 65 år 15,0 %.
Närmaste större samhälle är Jingang, 18,3 km söder om Xilai. Trakten runt Xilai består till största delen av jordbruksmark.
Genomsnittlig årsnederbörd är 1 307 millimeter. Den regnigaste månaden är juli, med i genomsnitt 264 mm nederbörd, och den torraste är januari, med 34 mm nederbörd.